# Медведь (Шимский район)
Медве́дь — село, административный центр Медведского сельского поселения Шимского района в Новгородской области России.

## История
1 февраля 1818 года в Медведской волости Новгородского уезда были созданы округа военного поселения 1-го и 2-го карабинерных полков. С этого момента история села Медведь была тесно связанной с военным ведомством. В 1823 году в селе началось строительство казарм для двух карабинерных полков.
В 1831 году действующие батальоны поселенных полков были отправлены в Польшу для подавления вспыхнувшего там восстания, а во время их отсутствия в поселениях вспыхнул бунт, связанный с эпидемией холеры. Но в Медведе бунта не было, так как в самом начале восстания начальник округа предусмотрительно отправил поселенный батальон на дальние покосы. В благодарность за верность властям поселяне округа были освобождены от платежа казённых податей.
После бунта войска Медведь стал центром Новгородского удела и 5-го округа пахотных солдат, в нём до середины 1850-х годов размещался штаб Карабинерного генерал-фельдмаршала князя Барклая де Толли полка. В Медведь также из Новгорода был переведён Новгородский батальон военных кантонистов, а в 1844 году в Медведе разместили 1-й учебный карабинерный полк, квартировавший до этого неподалёку от Новоселиц.
С осени 1864 года в Медведских казармах размещался Гренадерский сапёрный батальон, переведённый из Новгорода.
В Медведе оказалась расквартированной почти вся Сводная сапёрная бригада — кроме Гренадерского, там разместились 7-й сапёрный и 1-й резервный сапёрный батальоны. В 1860-е годы в Медведе дислоцировались также 1-й стрелковый резервный и 3-й пехотный резервный батальоны, в 1870-е годы — 2-й пехотный резервный батальон.
В 1878 году гарнизон Медведя пополнился 1-м и 2-м понтонными батальонами, а в октябре 1892 года — 96-м пехотным Омским полком, переведённым сюда из Финляндии. В июне 1895 года два батальона этого полка перевели в Псков, а два других батальона ещё 8 лет оставались в Медведе, дожидаясь окончания второй очереди работ по возведению казарм в Пскове.

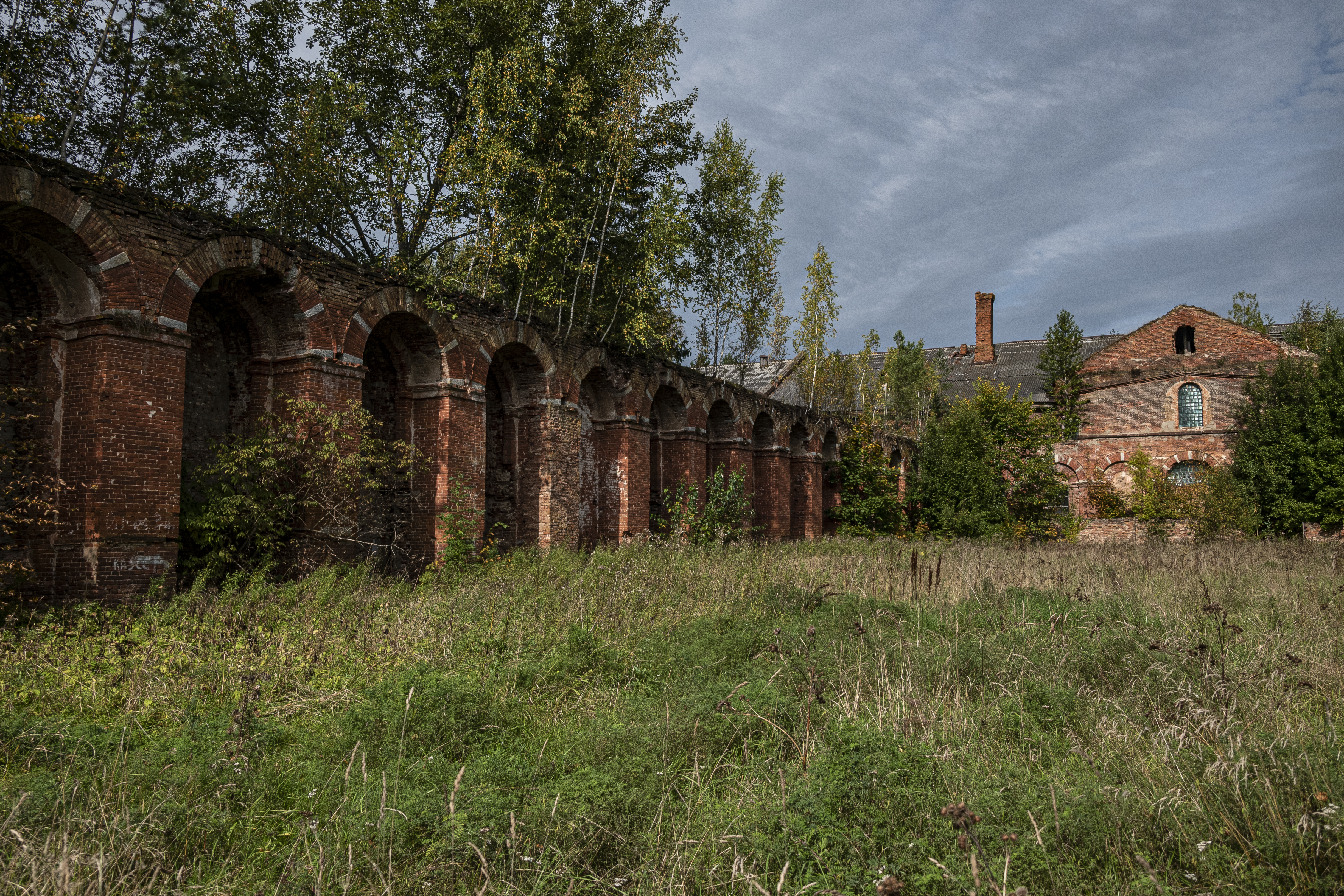
Казармы в селе Медведь

Затем в Медведе разместили 199-й пехотный резервный Свирский полк, который находился там до 1910 года, когда он был назначен на сформирование 199-го пехотного Кронштадтского полка.
Во время русско-японской войны в Медведские казармы были отправлены почти все пленённые в ходе военных действий японцы. По состоянию на декабрь 1905 г. (к моменту отправки пленных на родину) там содержалось 1777 японцев, включая одну женщину — жену майора Того. В плену умерло 19 японцев.
В июне 1906 года в 1-м батальоне лейб-гвардии Преображенского полка произошло выступление солдат, которые выдвинули ряд требований как бытового (своевременное увольнение в запас, улучшение питания и т. п.), так и политического (например, ненаказуемость за политические убеждения) характера. За это 15 июня 1906 года этот батальон был лишён прав гвардии, переименован в Особый пехотный батальон и отправлен в Медведь, где был подчинен командиру 199-й пехотного резервного Свирского полка. Часть бывших преображенцев попала в образованный 24 мая 1907 году Медведский дисциплинарный батальон.
С осени 1910 года в Медведских казармах размещался 3-й батальон 86-го пехотного Вильманстрандского полка, переведённый туда из Старой Руссы, а с 1911 года также 4-й батальон 88-го пехотного Петровского полка.
Во время Первой мировой войны в Медведе разместился 175-й пехотный запасной батальон, в 1916 году он был развёрнут в полк.
В советский период казармы в Медведе продолжали использоваться по назначению. С осени 1925 года и до конца 1930-х годов там располагался 16-й артиллерийский полк 16-й стрелковой им. В. И. Киквидзе дивизии и более мелкие артиллерийские части.
В годы Великой Отечественной войны село находилось на оккупированной территории, и все здания казарм серьёзно пострадали.
В 1950-е годы в Медведе размещалась 72-я гвардейская инженерная бригада Резерва Верховного Главнокомандования, которая одной из первых получила ракеты Р-5М с ядерными боезарядами. В последующие годы Медведь был местом дислокации других ракетных частей. Там располагалась 195-я учебная ракетная бригада.

## География
Село расположено на берегу реки Мшага в 15 километрах на северо-запад по трассе Р52 от районного центра — посёлка городского типа Шимск.

## Население
| 2010 |
| ---- |
| 951  |

## Транспорт
Через село проходит региональная трасса Р52 Шимск — Феофилова Пустынь.

## Достопримечательности

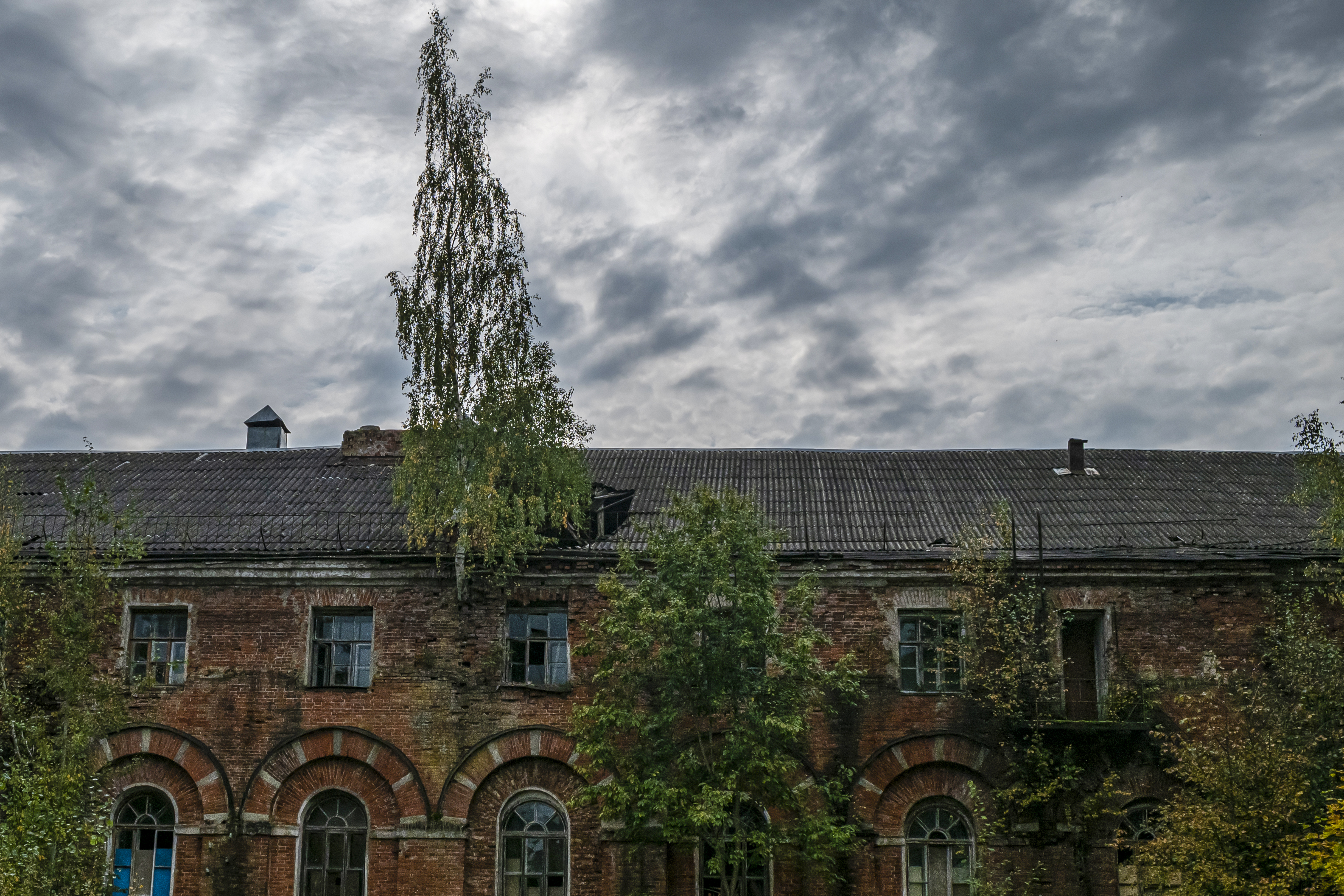
Южная казарма в селе Медведь

В селе расположен комплекс зданий бывших Аракчеевских казарм.